# Victòria Loukianetz
Victòria Loukianetz   (Kíiv, 20 de novembre de 1966) és una soprano operística nascuda a Ucraïna amb una activa carrera cantant papers principals a l'Òpera Estatal de Viena, La Scala i altres teatres d'òpera europeus. També ha aparegut en papers principals a la Metropolitan Opera de la ciutat de Nova York.
Va néixer a Kíev i es va graduar com a cant solista a l'Institut R. Glier de Kíev. El 1989 es va convertir en solista de l'Òpera Nacional d'Ucraïna.
El 1994 esdevingué solista de l'Òpera Estatal de Viena, on s'ha especialitzat en papers de bel canto, incloent-hi papers de soprano protagonista a Linda di Chamounix, I puritani, La traviata, Rigoletto, L'elisir d'amore, El barber de Sevilla i La flauta màgica.
El 1995 va debutar a La Scala, el 1999 fou guardonada amb el títol de "persona de l'any" en la nominació de "Cultura i Art". El 2001 va ser reconeguda com "Artista Popular d'Ucraïna".